# Adrian Ludwig Richter

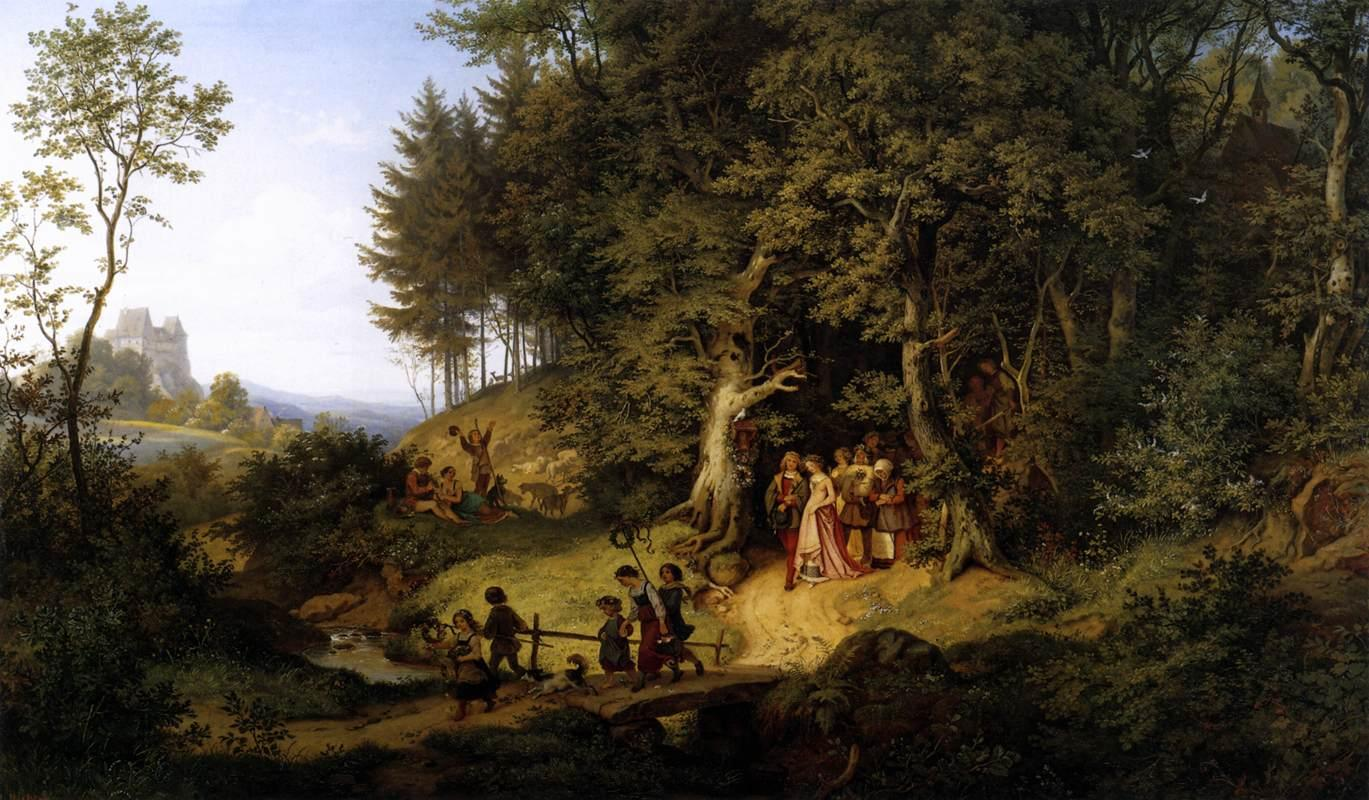
Procesión de boda en un paisaje de primavera.

Adrian Ludwig Richter (28 de septiembre de 1803 - 19 de junio de 1884) fue un pintor y grabador alemán del periodo romántico, así como de la época Biedermeier.

## Vida
Nació en Dresde, hijo del grabador Karl August Richter. Después de terminar la escuela en 1815, entró a trabajar junto a su padre como aprendiz de grabado sobre cobre. Resultó también muy influido por Erhard y Chodowiecki. Para realizar su inclinación artística, estudió con una beca en la Academia de Bellas Artes de Dresde. 
En 1820-1821 acompañó al príncipe ruso Narischkin en un viaje como dibujante de viajes al sur de Francia y a París. Allí hizo dibujos y pinturas, que después serían un regalo para la emperatriz de Rusia. La experiencia es narrada en sus memorias de forma amarga, al sufrir la arbitrariedad de la aristocracia.
Richter visitó Italia durante el periodo 1823-1826, gracias a la ayuda de uno de los clientes de su padre. Estuvo en Roma y trató con artistas alemanes como Joseph Anton Koch y Julius Schnorr von Carolsfeld. Le impresionaron las pinturas de paisaje idealistas, y pintó paisajes "históricos", como su Tormenta en los montes Sabinos, conservada en el Instituto Staedel en Fráncfort. Realizó otras pinturas importantes como Der Watzmann o Tal bei Amalfi.
En 1826 volvió a Sajonia y obtuvo un puesto de profesor de dibujo en la Staatlichen Zeichenschule, escuela de Meissen para pintores de porcelana, donde trabajó hasta 1835. Vivió algunos años en esta ciudad de Meissen, cuyo hermoso entorno reflejó en sus cuadros. También sucedió a su padre como instructor en la Academia de Bellas artes de Dresde en la clases de paisaje. Contrajo matrimonio en 1827 en Dresde.

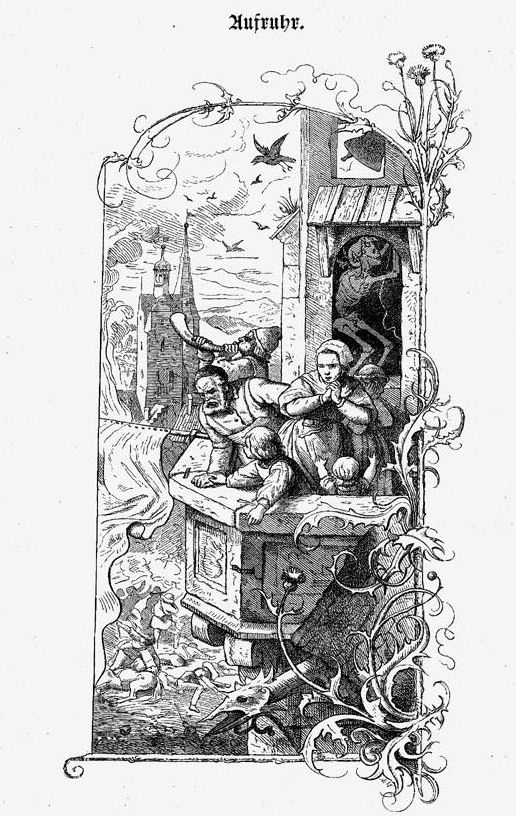
Ilustración de la Canción de la campana, de Schiller.

Fue a mediados de los años 1830 cuando se produjo un cambio trascendental en su obra, al volverse hacia el paisaje inmediato: el río Elba y su belleza, particularmente en perspectivas o vistas desde un barco. En el año 1837 creó, entre otras, su conocida pintura Überfahrt am Schreckenstein (Paseo en barca a Schrecknstein). 
También comenzó entonces su carrera como grabador para libros. Su punto álgido como pintor ilustrador se produjo en 1842. Richter ilustró cuentos de hadas, entre otros, Volksmährchen der Deutschen del año 1842 y obra de J. K. A. Musäus, que es uno de los más bellos libros ilustrados del siglo XIX. También ilustró colecciones de canciones (Kinderleben 1852). Otras obras destacadas que contaron con sus ilustraciones son Erbauliches und Beschauliches, Neuer Strauß fürs Haus, Goethe-Album, Schillers Glocke, o los Cuentos de niños y del hogar (Kinder-und Haumärchen) de los hermanos Grimm. En total, ilustró más de 150 libros.
Después de su cuadro Brautzug im Frühling (Procesión de boda en un paisaje primaveral) en 1847 realizó su última pintura al óleo Im Juni (En junio) en 1859. Sus logros artísticos fueron honrados con una medalla de oro en la Exposición mundial de París por su obra Procesión de boda en un paisaje primaveral. En 1869 comenzó a escribir sus Memorias de un pintor alemán. En 1873 tuvo que dejar de dibujar y pintar debido a una enfermedad ocular. Por lo tanto, también dejó la academia de Dresde en 1876. Dos años más tarde dejó de ser consejero académico. 
Cuando Ludwig Richter murió el 19 de junio de 1884 en Loschwitz, cerca de Dresde, fue honrado con un espléndido funeral de estado en el nuevo cementerio católico de Dresden-Friedrichstadt.

## Valoración
Gozó de gran popularidad a mediados del siglo XIX, convirtiéndose en el más típico ilustrador alemán de la época. Fue muy popular precisamente por sus trabajos para la prensa tipográfica: ilustraciones para calendarios, cuentos y colecciones de canciones.
Su obra es tan típicamente alemana y hogareña como los cuentos de hadas de los hermanos Grimm. Sus temas son los paisajes, tratados románticamente a modo de huida del presente, como una evocación nostálgica del pasado, y escenas de género. En sus cuadros, glorificó una patria modelada según sus deseos, sin reflejar la realidad de la época. 
Como señalan Rose-Marie y Rainer Hagen, 

La sublimación de la vida familiar, el abandono de las responsabilidades públicas y la huida a la intimidad del hogar, explicarían en gran parte la propularidad que tuvieron los cuadros de Richter en Alemania.

La Galería de Dresde acoge una de sus pinturas más características: Procesión de boda en un paisaje primaveral. 

## Galería

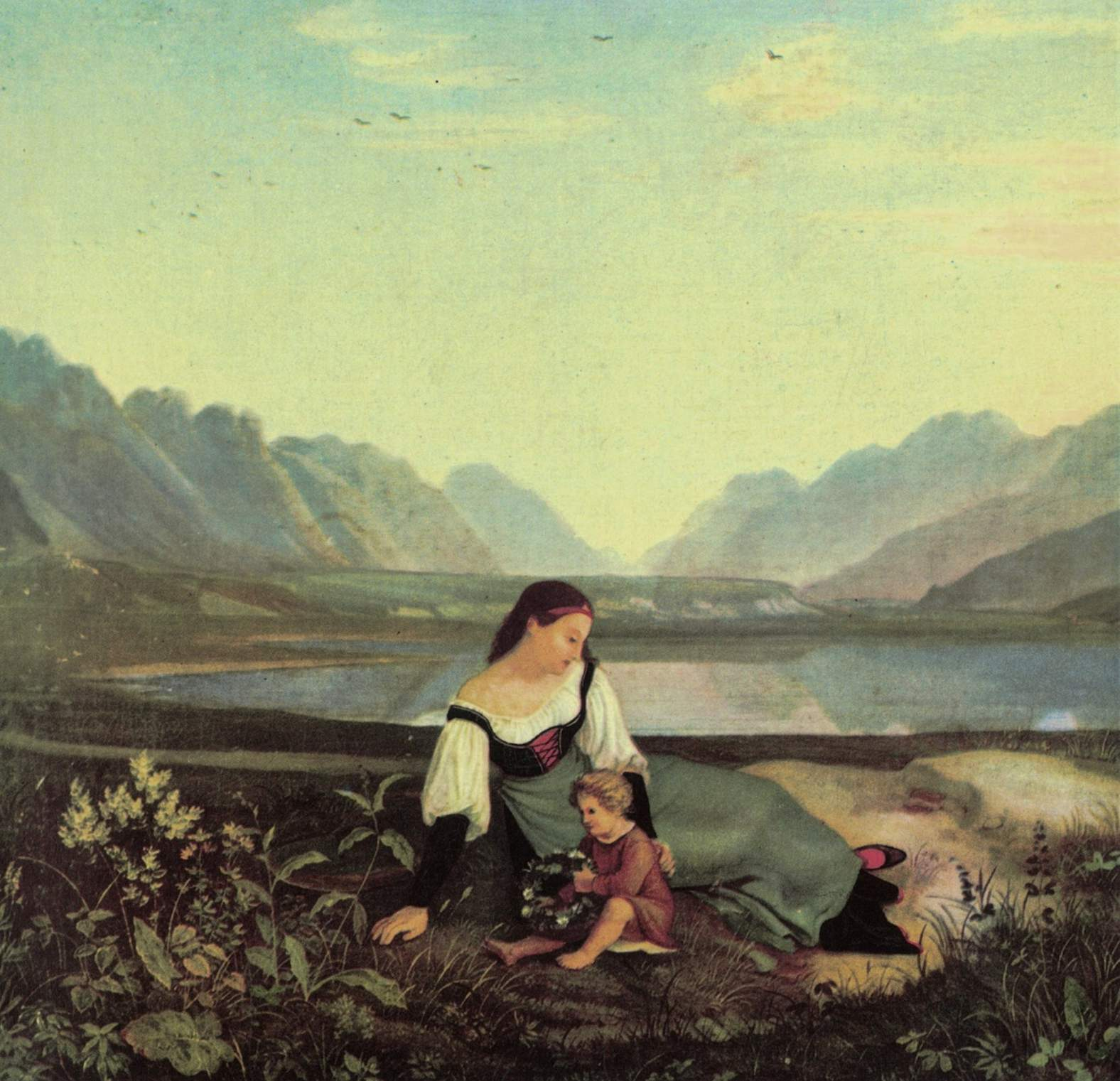
Mädchen auf der Wiese: Inntal bei Hall, 1823, lienzo, 35 × 48 cm, Von-der-Heydt-Museum, Wuppertal
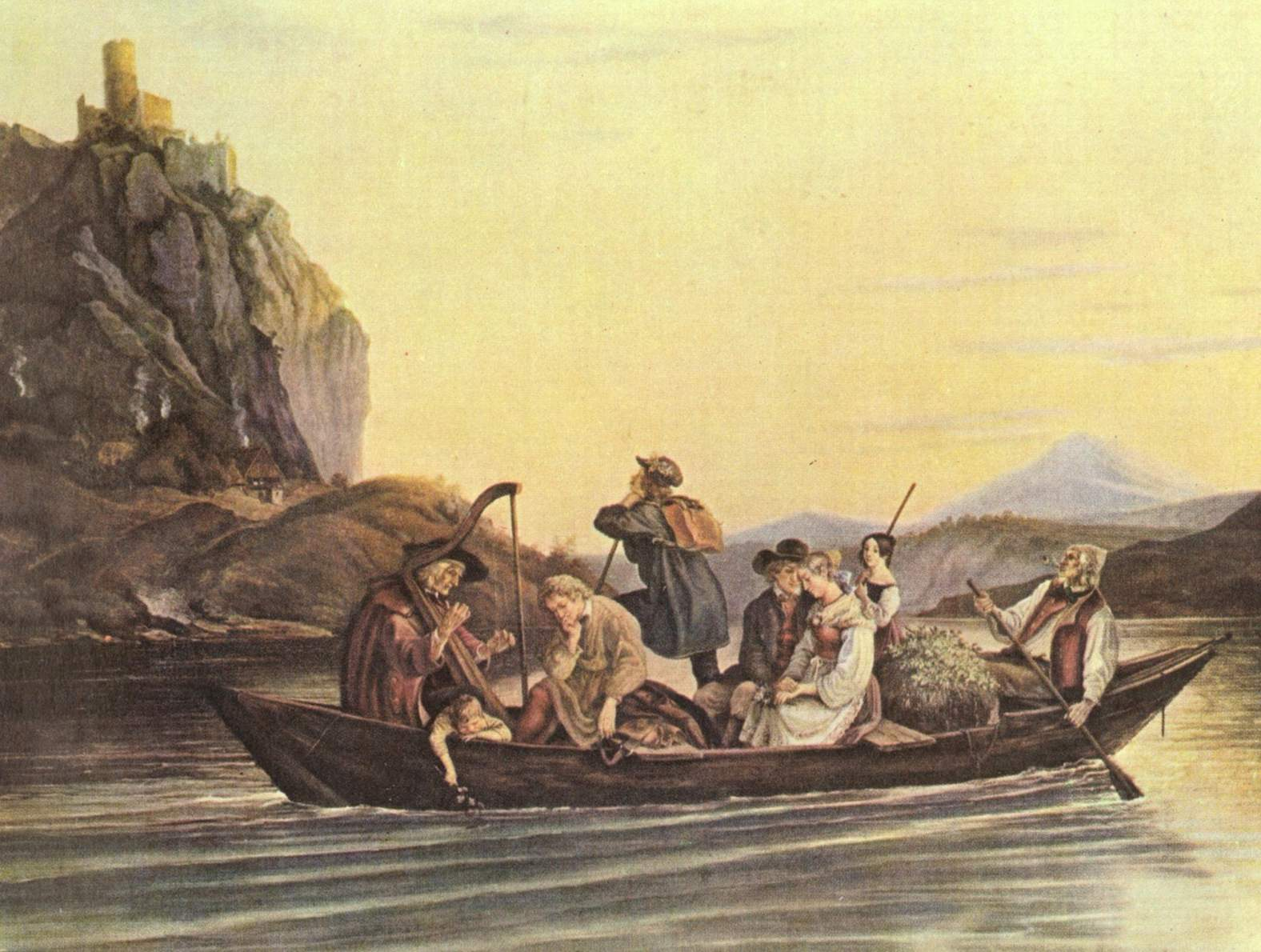
Paseo en barca a Schreckenstein (Überfahrt am Schreckenstein), Ludwig Richter, 1837, lienzo, 117 × 157 cm, Schloß Pillnitz, Dresde
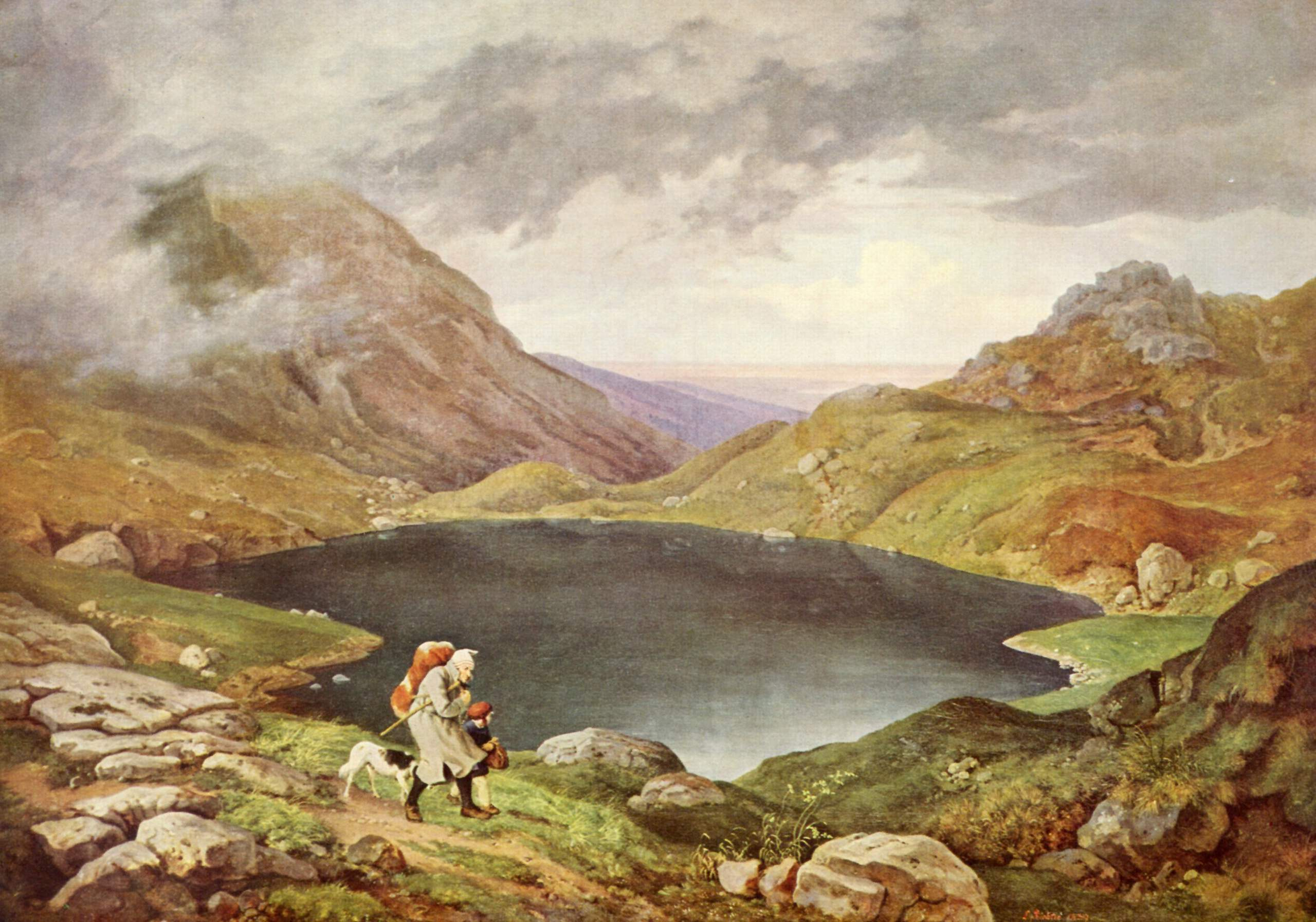
Estanque en los montes Riesengebirge (Teich im Riesengebirge), 1839, lienzo, 63 × 88 cm, Alte Nationalgalerie, Berlín
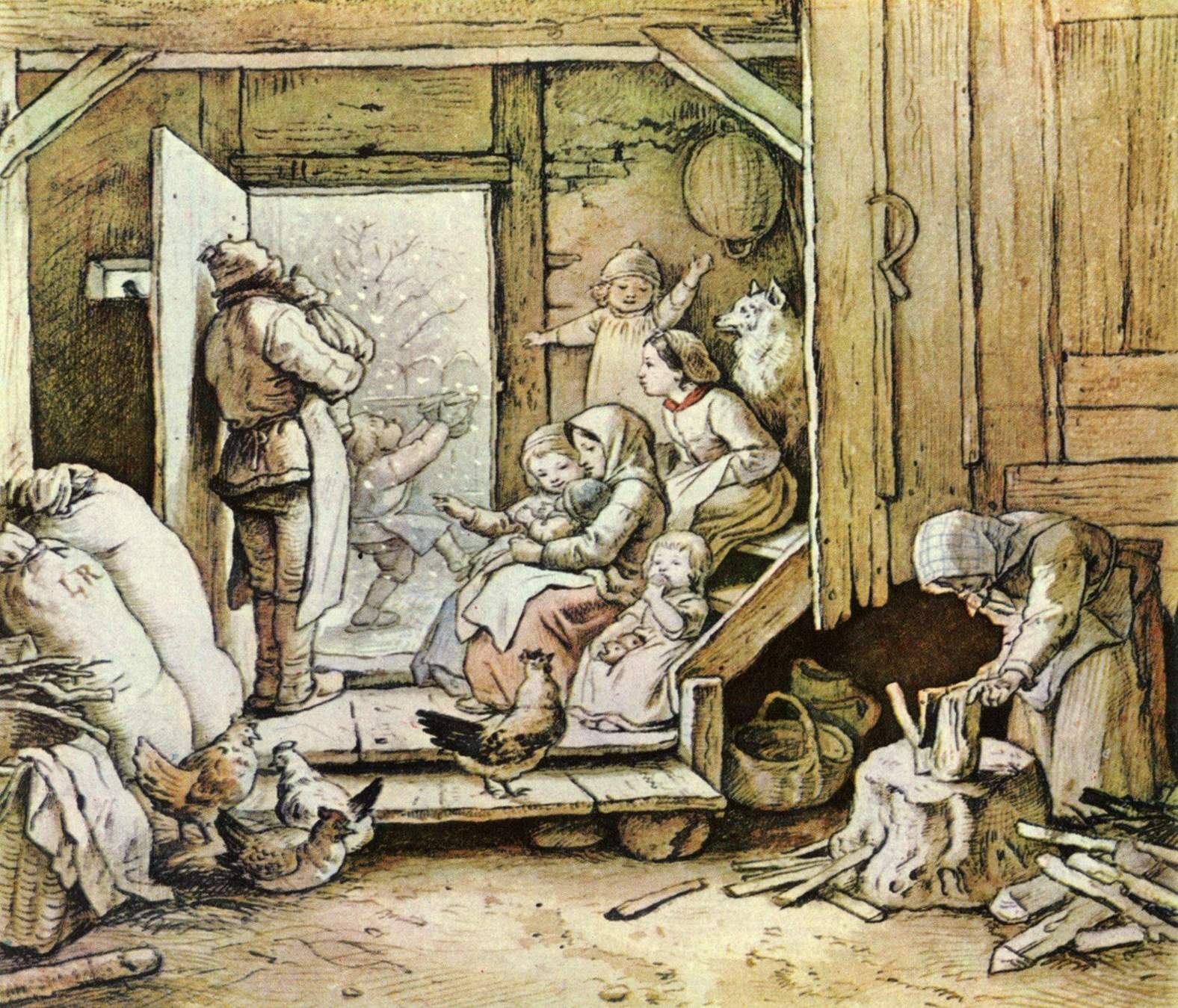
La primera nieve (Der erste Schnee), h. 1840, papel, Alte Nationalgalerie, Berlín